# Microcrambus copelandi
Microcrambus copelandi là một loài bướm đêm trong họ Crambidae.